# Bắc Ninh (provins)
Bắc Ninh är en provins i Đồng bằng sông Hồng med 1 114 000 invånare (2013). Dess huvudstad är Bắc Ninh.